# 2022 v letectví
Tento článek obsahuje seznam událostí souvisejících s letectvím, které proběhly roku 2022.

## Události

### Leden
- 1. ledna – V rámci holdingu Airbus Group vznikla společnost Airbus Atlantic, zaměřená na výrobu struktur draků.[1]
- 6. ledna – Norské královské letectvo vyřadilo ze služby v rámci systému PVO svou flotilu strojů F-16 Fighting Falcon, které vystřídalo typem F-35A Lightning II.[2] Stalo se tak světově prvním letectvem v němž F-35 představuje hlavní bojový typ letounu.
- 20. ledna – Zara Rutherford se ve věku 19 let stala nejmladší ženou která, na ultralehkém letounu Shark.Aero Shark, sólovým letem obletěla svět.[3]
- 21. ledna – Zanikl americký letecký výrobce Enstrom Helicopter Corporation,[4] známý především výrobou lehkých vrtulníků.
- 21. ledna – Společnost Airbus Helicopters ukončila výrobu vrtulníku AS365 Dauphin. Poslední vyrobený kus byl převzat celní službou Španělska.[5]

### Únor
- 3. února – Chorvatské letectvo převzalo na základně Zagreb-Pleso první dva vrtulníky Sikorsky UH-60M Black Hawk.[6]
- 5. února – Proběhl první let modifikovaného vtulníku UH-60A bez osádky. Letoun byl vybaven systémem Aircrew Labor In-Cockpit Automation System (ALIAS).[7][8]
- 10. února – Indonésie podepsala zakázku na 42 víceúčelových bojových letounů Dassault Rafale, které mají být dodány do roku 2025.[9]
- 24. února – Okolo 4:30 místního času zahájily Ozbrojené síly Ruské federace rozsáhlý vpád na Ukrajinu bombardováním cílů na jejím území, k němuž bylo nasazeno odhadem 75 bombardovacích letounů a okolo 100 raketových střel různých typů.[10]
- 27. února – Ukrajinský dron potvrdil zničení jediného strategického dopravního letounu Antonov An-225 na letišti Hostomel během druhého ruského útoku na letiště.[11]
- 27. února – Země Evropské unie, Kanada a Spojené království v rámci sankcí následujících ruskou agresi proti Ukrajině uzavřely svůj vzdušný prostor všem ruským letadlům. Rusko odpovědělo uzavřením svého vzdušného prostoru pro letadla z těchto zemí.[12]

### Březen
- 1. března – Spojené státy americké uzavřely svůj vzdušný prostor ruským letadlům.[13]
- 2. března – Společnosti Airbus a Boeing oznámily pozastavení servisních služeb a dodávek náhradních dílů do Ruska, v rámci sankcí po ruském útoku na Ukrajinu.[14]
- 8. března – Aeroflot, největší ruský letecký dopravce, pozastavil své mezinárodní lety s výjimkou linky do Minsku v Bělorusku.[15]
- 15. března – Ruský prezident Vladimir Putin podepsal zákon dovolující ruským leteckým společnostem přeregistrovat na sebe letadla pronajatá od zahraničních majitelů, aby „zajistily nepřerušené fungování provozu na poli civilního letectví“. Tento krok, který má předejít návratu letadel leasingovým společnostem stahujícím svá aktiva z ruského trhu, se může dotknout okolo 500 dopravních letounů z 1 400 provozovaných ruskými aerolinkami, v celkové hodnotě až 10 miliard USD. Opatření také prakticky znemožní provoz těchto strojů mimo Rusko.[16][17]
- 16. března – Ozbrojené síly Ruské federace provedly nálet na Doněcké akademické oblastní činoherní divadlo v Mariupolu, v jehož troskách zahynulo okolo 300 civilistů.
- 24. března – Ruská letecká společnost S7 Airlines oznámila, že do provozu znovu zavede 3 kusy letounů Iljušin Il-86 a 2 Il-96, přestavěné z nákladní na pasažérskou verzi.[18]

### Duben
- 23. dubna – Turecko oznámilo uzavření svého vzdušného prostoru vojenským i civilním letadlům přepravujícím vojenské jednotky mezi Ruskem a Sýrií.[19][20]

### Květen
- 13. května – Společnost Emirates oznámila, že bude akceptovat platbu bitcoinem.[21]

### Prosinec
- 2. prosince – V kalifornském výrobním závodě Palmdale 42 byl představen první vyrobený bombardér typu Northrop Grumman B-21 Raider.[22][23]
- 5. prosince – Armáda Spojených států amerických vybrala konvertoplán Bell V-280 Valor jako typ, který by měl v budoucnu nahradit vrtulníky UH-60 v jejích složkách.[24][25]
- 6. prosince – Produkční linku společnosti Boeing v Everettu opustil poslední vyrobený Boeing 747.[26]
- 7. prosince – Zemřel Squadron leader George Leonard Johnson známý též jako Johnny Johnson ve věku 101. Byl posledním žijícím členem 617. peruti RAF, který se zúčastnil za 2. světové války operace Chastise.[27][28]

## První lety

### Červen
- 15. června – Airbus A321XLR[29]

### Červenec
- 17. července – KAI KF-21 Boramae

### Srpen
- 19. srpna – Leonardo AW249[30]

### Prosinec
- 14. prosince – Baykar Bayraktar Kızılelma

## Letecké nehody
- 8. ledna – Nákladní letoun Tupolev Tu-204 (imatrikulace RA-64032) ruské společnosti Aviastar-TU na trase z letiště Tolmačovo v Novosibirsku vyhořel na letišti Chang-čou Siao-šan v Čínské lidové republice. Stroj byl zcela zničen, všichni členové  vyvázli bez zranění.[31]
- 24. ledna – Při pokusu o přistání na letadlové lodi USS Carl Vinson v Jihočínském moři havaroval Lockheed Martin F-35C perutě VFA-147 amerického námořnictva. Pilot se z letadla katapultoval. Mluvčí námořnictva Mark Langford agentuře AP sdělil, že náraz stíhačky na palubu letadlové lodě byl jen „povrchový“. Při nehodě utrpělo zranění sedm lidí, včetně pilota. Tři byli ošetřeni na palubě a poté propuštěni, jeden zůstal hospitalizován na lodní ošetřovně, a zbývající tři byli ve stabilizovaném stavu evakuováni do zdravotnického zařízení v Manile.[32][33]
- 21. března – Boeing 737-89P (imatrikulace B-1791) letu 5735 společnosti China Eastern Airlines na vnitrostátní lince Kchun-ming–Kanton havaroval do terénu v provincii Kuang-si. Při nehodě zahynulo všech 123 cestujících a 9 členů osádky.[34]
- 12. května – Let Tibet Airlines 9833 skončil havárií letounu Airbus A319 při startu z mezinárodního letiště Čchung-čching Ťiang-pej. Všichni lidé na palubě přežili. Letadlo bylo po požáru na odpis.[35][36]
- 29. května – Letadlo Twin Otter po neúspěšném přistání na letiště Jomson v Nepálu narazilo do nedaleké hory. Všech 22 lidí na palubě zahynulo.
- 17. října – V Jejsku v ruském Krasnodarském kraji se krátce po startu na obytnou budovu zřítil stíhací bombardér Suchoj Su-34 Vzdušně-kosmických sil Ruské federace.[37] Oba piloti se zachránili katapultáží, ve vícepodlažním domě po výbuchu a následném požáru zahynulo 13 osob, dalších 19 bylo raněno.[38]

- 23. října – Na dvoupatrový obytný dům v sibiřském Irkutsku se zřítila dvoumístná stíhačka Suchoj Su-30. Oba piloti zahynuli.[39]

- 12. listopadu – Při letecké přehlídce Wings over Dallas došlo ve vzduchu ke srážce letounů Boeing B-17 Flying Fortress a Bell P-63 Kingcobra. Nehodu nepřežilo 6 osob. Obě historická letadla byla zničena.[40]